# Миль-Мугань
Миль-Мугань (азерб. Mil-Muğan Futbol Klubu) — азербайджанский футбольный клуб. Основан в 2004 году под названием «МКТ-Араз». Представлял город Имишли. C 2013 года выступал в Первом дивизионе Азербайджана под новым названием — «Миль-Мугань».

## История создания клуба
С целью продолжить футбольную традицию в одном из юго-восточных регионов Азербайджана — городе Имишли, ООО «МКТ Istehsalat-Kommersiya» приняло решение о создании футбольного клуба «МКТ-Араз» и арендовало с этой целью сроком на 20 лет футбольный стадион и зал для борьбы при Имишлинском сельском добровольном спортивном обществе «Мехсул». ФК «МКТ-Араз» зарегистрирован в Министерстве юстиции в январе 2004 года.

## История выступлений
В высшем дивизионе Азербайджана играл в течение трёх сезонов, с 2004 по 2007 год. Высшее достижение — 5-е место в сезоне-2006/07, в том же сезоне дошёл до финала Кубка Азербайджана (уступив в финале клубу «Хазар-Ленкорань» — 0:1), что позволило команде выступить в Кубке УЕФА-2007/08, где на стадии первого квалификационного раунда она уступила польской «Дискоболии» — 0:0, 0:1. Участвовал также в Кубке Интертото 2006 (поражение в первом раунде по сумме двух матчей от молдавского «Тирасполя» — 1:0, 0:2).
С 13 августа 2007 года приостановил функционирование. С сезона-2009/2010 выступал в первом дивизионе (второй по силе лиге Азербайджана). В числе участников первого дивизиона сезона-2019/20 не значится.

## Стадион и база
В городе Имишли за счёт средств ООО «MKT Istehsalat-Kommersiya» был построен полностью соответствующий международным стандартам футбольный стадион «MKT-Араз» на 8500 мест, размером 105×68 м, а также тренировочная площадка размером 101×65 м.